# European Coalition to End Animal Experiments
 (octobre 2024).
La mise en forme du texte ne suit pas les recommandations de Wikipédia : il faut le « wikifier ».
Les points d'amélioration suivants sont les cas les plus fréquents. Le détail des points à revoir est peut-être précisé sur la page de discussion.
- Les titres sont pré-formatés par le logiciel. Ils ne sont ni en capitales, ni en gras.
- Le texte ne doit pas être écrit en capitales (les noms de famille non plus), ni en gras, ni en italique, ni en « petit »…
- Le gras n'est utilisé que pour surligner le titre de l'article dans l'introduction, une seule fois.
- L'italique est rarement utilisé : mots en langue étrangère, titres d'œuvres, noms de bateaux, etc.
- Les citations ne sont pas en italique mais en corps de texte normal. Elles sont entourées par des guillemets français : « et ».
- Les listes à puces sont à éviter, des paragraphes rédigés étant largement préférés. Les tableaux sont à réserver à la présentation de données structurées (résultats, etc.).
- Les appels de note de bas de page (petits chiffres en exposant, introduits par l'outil «  Source ») sont à placer entre la fin de phrase et le point final[comme ça].
- Les liens internes (vers d'autres articles de Wikipédia) sont à choisir avec parcimonie. Créez des liens vers des articles approfondissant le sujet. Les termes génériques sans rapport avec le sujet sont à éviter, ainsi que les répétitions de liens vers un même terme.
- Les liens externes sont à placer uniquement dans une section « Liens externes », à la fin de l'article. Ces liens sont à choisir avec parcimonie suivant les règles définies. Si un lien sert de source à l'article, son insertion dans le texte est à faire par les notes de bas de page.
- La présentation des références doit suivre les conventions bibliographiques. Il est recommandé d'utiliser les modèles {{Ouvrage}}, {{Chapitre}}, {{Article}}, {{Lien web}} et/ou {{Bibliographie}}. Le mode d'édition visuel peut mettre en forme automatiquement les références.
- Insérer une infobox (cadre d'informations à droite) n'est pas obligatoire pour parachever la mise en page.

Pour une aide détaillée, merci de consulter Aide:Wikification.
Si vous pensez que ces points ont été résolus, vous pouvez retirer ce bandeau et améliorer la mise en forme d'un autre article.
La Coalition européenne pour mettre fin aux expériences sur les animaux (ECEAE) est une organisation européenne basée à Cologne, en Allemagne. Elle milite activement en faveur des droits des animaux et notamment pour l’abolition des tests sur les animaux. L’ECEAE a été créée en 1990 en tant qu’association-cadre pour les organisations nationales travaillant en faveur de la fin de l’expérimentation animale. L’objectif initial était d’atteindre l’abolition des tests sur les animaux pour les produits cosmétiques. Depuis, d’autres objectifs et campagnes ont été mis en œuvre, tels que l'abolition des expériences sur les primates-non-humains, les tests réglementaires et les tests sur animaux pour la toxine botulique, mieux connue sous le nom de “botox”.
Pour atteindre ces objectifs, l’ECEAE publie des articles, organise des actions non-violentes, des campagnes et du lobbying au Parlement européen, à la commission européenne et auprès des institutions européennes. L’ECEAE fait partie des initiateurs de l’initiative citoyenne européenne historique “Save Cruelty Free Cosmetics – Commit to a Europe Without Animal Testing”, (“Sauvez les cosmétiques sans cruauté - S’engager pour une Europe sans expérimentation animale”), et qui a recueilli plus d’1,2 million de signatures entre 2021 et 2022. L'ECEAE se compose actuellement de 17 organisations membres.